# Senotainia pollenia
Senotainia pollenia är en tvåvingeart som först beskrevs av Charles Howard Curran 1936.  Senotainia pollenia ingår i släktet Senotainia och familjen köttflugor. Inga underarter finns listade i Catalogue of Life.